# 卡曼·馬魯阿奇
卡曼·馬魯阿奇（英語：Khaman Maluach，2006年9月14日—）南蘇丹男子籃球運動員，16歲時代表南蘇丹國家男子籃球隊征戰2023年世界盃籃球賽，現效力於鳳凰城太陽

## 外部連結
- 卡曼·馬魯阿奇在fiba.basketball（英语）
- 卡曼·馬魯阿奇在NBA官網（英语）
- 卡曼·馬魯阿奇在Basketball-Reference.com（NBA）（英语）
- 卡曼·馬魯阿奇在Basketball-Reference.com（國際）（英语）
- 卡曼·馬魯阿奇在Sports-Reference.com（NCAA）（英语）
- 卡曼·馬魯阿奇在ESPN（NBA）（英语）
- 卡曼·馬魯阿奇在Eurobasket.com（球員）（英语）
- 卡曼·馬魯阿奇在Proballers（英语）
- 卡曼·馬魯阿奇在RealGM（球員）（英语）